# Fouesnant
Fouesnant è un comune francese di 9 798 abitanti situato nel dipartimento del Finistère nella regione della Bretagna. Il suo territorio comprende anche le Isole Glénan.

## Società

### Evoluzione demografica
Abitanti censiti